# Марк Кінг
Марк Кінг (англ. Mark King; нар. 28 березня 1974 року)  —  англійський професійний гравець у снукер.
Марк Кінг став професіоналом у 1991 році і між 1996 і 2015 роками перебував серед 32 кращих гравців Мейнтуру. Він виграв свій перший рейтинговий титул лише в 2016 році, перемігши Баррі Гокінса в фіналі Відкритого чемпіонату Північної Ірландії. Марк також виступав ще в двох фіналах рейтингових турнірів: Welsh Open 1997 року та Irish Masters 2004 року.
Кінг сім разів досягав 1/8 фіналу чемпіонату світу в 1998, 1999, 2001, 2002, 2008, 2009 та 2013 роках, але ніколи не просувався далі цього етапу. Як плідний брейк-білдер на липень 2021 року зробив більше 150 сотенних серій.

## Віхи кар'єри
1997 рік. Досягає свого першого фіналу рейтингового турніру на Welsh Open, перегравши Стіва Девіса та Марка Вільямса. Однак, програє в фіналі Стівену Хендрі 2-9.
2002 рік. Піднімається на 11 місце в світовому рейтингу професіоналів - його найвищий рейтинг за кар'єру.
2004 рік. Поступається в фіналі Irish Masters Пітеру Ебдону 7-10. На шляху до фіналу обіграв Стівена Хендрі, Джиммі Вайта і Кена Догерті.
2013 рік. Всьоме досягає 1/8 чемпіонату світу, обігравши Марка Аллена в Крусіблі, але поступившись потім Діну Джуньху.
2016 рік. Виграє свій перший рейтинговий титул на Відкритому чемпіонаті Північної Ірландії в Белфасті. У фіналі переміг Баррі Гокінса у вирішальному фреймі 9-8. Емоційна промова після перемоги дає йому нагороду «Чарівний момент року» від Міжнародної федерації снукеру.
2018 рік. Виходить до півфіналу European Masters, але поступається Джиммі Робертсону 4-6.

## Особисте життя
Марк Кінг одружений, дружину звати Саллі. У них четверо дітей.
Кінг - пристрасний футбольний фанат, грає і сам в команді Romford Scorpions в Лізі Ессекса на позиції центрфорварда. Крім снукеру, Марк також давно і серйозно займається боксом.